# Light This City
Light this City so ameriška metal skupina, ustanovljena leta 2002. Njihov stil glasbe je melodic death metal in metalcore z vplivom trash metala. Njihova posebnost je ženski vokal, kar je v Death metal skupinah redkost.
Prvi album The Hero Cycle je izšel pri založbi Reflections of Ruin Records septembra 2003. Trenutno je njihova založba Prosthetic Records. Pri tej založbi so maja 2005 izdali album Remains of the Gods in Facing the Thousand, ki je izšel 19. septembra 2006. 
Skupina je razpadla leta 2008, po izidu albuma Stormchaser.

## Zasedba

### Trenutna zasedba
- Laura Nichol - vokal
- Ryan Hansen - kitara
- Brian Forbes - kitara
- Jon Frost - bas kitara
- Ben Murray - bobni

### Nekdanji člani
- Steve Hoffman - kitara
- Nick Koenig - kitara
- Steven Shirley - kitara
- Mike Diaz - bas kitara

## Diskografija
- The Hero Cycle - 2003
- Remains of the Gods - 2005
- Facing the Thousand - 2006
- Stormchaser - 2008